# Palazzo degli Studi (Macerata)
Palazzo degli Studi è uno dei palazzi storici di Macerata.
Fu sede di molti istituti scolastici, infine utilizzato dalla Presidenza della Provincia di Macerata.
La costruzione risale all'epoca fascista, il palazzo venne costruito sull'area di un vecchio convento. L'aspetto è un finto neoclassico-neobarocco, quindi si può far rientrare nel periodo dell'eclettismo, molto in voga nella prima metà del Novecento.